# جيريمياه راسيل (سياسي)
جيريمياه راسيل (بالإنجليزية: Jeremiah Russell)‏ هو مُحرِّر وصحفي وسياسي أمريكي، ولد في 2 فبراير 1809، وتوفي في 13 يونيو 1885.